# Lijst van beschermd erfgoed in Walcourt
Onderstaande tabel geeft een overzicht van de beschermde erfgoederen in de gemeente Walcourt. Het beschermd erfgoed maakt deel uit van het cultureel erfgoed in België.
| Object                                                                                     | Bouwjaar/architect | Deelgemeente   | Adres                   | Coördinaten                   | Nummer?                | Afbeelding                                                                           |
| ------------------------------------------------------------------------------------------ | ------------------ | -------------- | ----------------------- | ----------------------------- | ---------------------- | ------------------------------------------------------------------------------------ |
| Sint-Maternusbasiliek (M, PEX)                                                             | 13e-17e eeuw       | Walcourt       | Grand Place             | 50° 15' 6" NB, 4° 25' 55" OL  | 93088-CLT-0001-01 Info | Sint-Maternusbasiliek (M, PEX)                                                       |
| Toegangspoort Abdij van Onze-Lieve-Vrouw van Jardinet (M)                                  |                    | Walcourt       | Rue du Jardinet         | 50° 15' 28" NB, 4° 26' 5" OL  | 93088-CLT-0002-01 Info | Toegangspoort Abdij van Onze-Lieve-Vrouw van Jardinet (M)                            |
| Ensemble van de ruelle Frère Hugo en de gevels van de aanpalende gebouwen (S)              |                    | Walcourt       | Ruelle Frère Hugo       | 50° 15' 10" NB, 4° 25' 57" OL | 93088-CLT-0003-01 Info | Ensemble van de ruelle Frère Hugo en de gevels van de aanpalende gebouwen (S)        |
| Kasteelhoeve de Trazegnies (M)                                                             |                    | Berzée         | Rue Bout-de-la-Haut 2-4 | 50° 17' 3" NB, 4° 24' 9" OL   | 93088-CLT-0004-01 Info | Kasteelhoeve de Trazegnies (M)                                                       |
| Kerk Sainte-Marguerite (M)                                                                 |                    | Berzée         |                         | 50° 17' 5" NB, 4° 24' 13" OL  | 93088-CLT-0005-01 Info |                                                                                      |
| Kerk Saint-Lambert met kerkhofmuur (M)                                                     |                    | Laneffe        | Place Saint-Lambert     | 50° 16' 40" NB, 4° 29' 40" OL | 93088-CLT-0006-01 Info | Kerk Saint-Lambert met kerkhofmuur (M)                                               |
| Toren kerk Saints-Pierre-et-Paul (M)                                                       |                    | Thy-le-Château |                         | 50° 16' 57" NB, 4° 25' 34" OL | 93088-CLT-0009-01 Info |                                                                                      |
| Kerk Saint-Remi: eerste drie traveeën van schip, transept en koor (M)                      |                    | Yves-Gomezée   |                         | 50° 14' 23" NB, 4° 29' 38" OL | 93088-CLT-0010-01 Info |                                                                                      |
| Kapel Saint-Feuillien met sacristie en kapelhofmuur (M) ensemble van kapel en omgeving (S) |                    | Castillon      | Mertenne                | 50° 15' 48" NB, 4° 21' 58" OL | 93088-CLT-0011-01 Info |                                                                                      |
| Ensemble van kapel Notre-Dame de l'Assomption en omgeving in het gehucht Fairoul (S)       |                    | Fraire         | Frairoul                | 50° 15' 14" NB, 4° 29' 13" OL | 93088-CLT-0012-01 Info | Ensemble van kapel Notre-Dame de l'Assomption en omgeving in het gehucht Fairoul (S) |
| Molen van Thy-le-Château: gevels, daken en interne machinerie (M)                          |                    | Thy-le-Château |                         | 50° 16' 36" NB, 4° 24' 31" OL | 93088-CLT-0013-01 Info |                                                                                      |